# Martinsburg (Missouri)
Martinsburg és una població dels Estats Units a l'estat de Missouri. Segons el cens del 2000 tenia 326 habitants.

## Demografia
Segons el cens del 2000, Martinsburg tenia 326 habitants, 134 habitatges, i 97 famílies. La densitat de població era de 484,1 habitants per km².
Dels 134 habitatges en un 34,3% hi vivien nens de menys de 18 anys, en un 61,2% hi vivien parelles casades, en un 6,7% dones solteres, i en un 26,9% no eren unitats familiars. En el 22,4% dels habitatges hi vivien persones soles l'11,9% de les quals corresponia a persones de 65 anys o més que vivien soles. El nombre mitjà de persones vivint en cada habitatge era de 2,43 i el nombre mitjà de persones que vivien en cada família era de 2,86.
Per edats la població es repartia de la següent manera: un 25,8% tenia menys de 18 anys, un 7,4% entre 18 i 24, un 29,4% entre 25 i 44, un 21,5% de 45 a 60 i un 16% 65 anys o més.
L'edat mediana era de 38 anys. Per cada 100 dones de 18 o més anys hi havia 112,3 homes.
La renda mediana per habitatge era de 31.442 $ i la renda mediana per família de 33.125 $. Els homes tenien una renda mediana de 22.917 $ mentre que les dones 23.438 $. La renda per capita de la població era de 17.562 $. Entorn del 6,6% de les famílies i el 4,6% de la població estaven per davall del llindar de pobresa.

## Poblacions més properes
El següent diagrama mostra les poblacions més properes.